# ウォー・ベイビーズ
『ウォー・ベイビーズ』（英語: War Babies）は、アメリカのデュオ・ミュージシャン、ダリル・ホール&ジョン・オーツによる3作目のアルバムである。プロデューサーにトッド・ラングレンを迎えて制作された。尚、彼らがRCAレコードに移籍する前の最後の作品となった。

## 曲目

### アナログA面
1. Can't Stop the Music (John Oates) [2:50]
2. Is It a Star (Daryl hall,J.Oates) [4:41]
3. Beanie G. and the Rose Tatoo (D.Hall) [3:01]
4. You're Much Too Soon (D.Hall) [4:08]
5. 70's Scenario (D.Hall) [4:00]

### アナログB面
1. War Baby Son of Zorro (D.Hall) [4:10]
2. I'm Watching You (A Mutant Romance) (D.Hall) [4:27]
3. Better Watch Your Back (D.Hall) [4:15]
4. Screaming Through December (D.Hall) [6:35]
5. Johnny Gore and the "C" Easters (D.Hall,J.Oates)

## パーソネル
- ダリル・ホール : リード・ヴォーカル(3-10);バッキング・ヴォーカル;キーボード;シンセサイザー;ギター;マンドリン;ヴィブラフォン
- ジョン・オーツ : バッキング・ヴォーカル;リード・ヴォーカル(1,2);キーボード;シンセサイザー;ギター
- トッド・ラングレン : リードギター;バッキング・ヴォーカル;プロデュース;エンジニア
- リッチー・サーニグリア : リードギター("Is It a Star")
- アドミラル・テレヴィジョン : ソロリスト"[テレビ放送のノイズ]("War Baby Son of Zorro")
- ドン・ヨーク : キーボード;アレンジメント("Is It  star");ARP·ストリング·アンサンブル("70's Scenario")
- トミー・モトーラ : ヴォイス[Conelradの警報音]("War Baby Son of Zorro")
- ジョン・シーグラー : ベース
- ジョン・"ウィリー"・ウィルコックス[クレジットは"ジョン・G・ウィルコックス"] : ドラムス
- サンディ・アレン : バッキング・ヴォーカル("War Baby Son of Zorro","Johnny Gore and the "C" Easters")
- ゲイル・ボッグス : バッキング・ヴォーカル("War Baby Son of Zorro","Johnny Gore and the "C" Easters")
- ハロー・ピープル : バッキング・ヴォーカル("Johnny Gore and the "C) Easters")

| スタブアイコン | サブスタブ | この項目は、まだ閲覧者の調べものの参照としては役立たない、アルバムに関連した書きかけの項目です。この項目を加筆・訂正などしてくださる協力者を求めています（P:音楽/PJ:アルバム）。 |